# London-Marathon 2025
| 45. London-Marathon                           | 45. London-Marathon            |
| --------------------------------------------- | ------------------------------ |
| Stadt                                         | London, Vereinigtes Königreich |
| Datum                                         | 27. April 2025                 |
| Distanz                                       | 42,195 Kilometer               |
| Sieger                                        |                                |
| Männer                                        | Sabastian Sawe (2:02:27 h)     |
| Frauen                                        | Tigst Assefa (2:15:50 h)       |
| ← London-Marathon 2024 London-Marathon 2026 → |                                |
| Website                                       | Offizielle Website             |

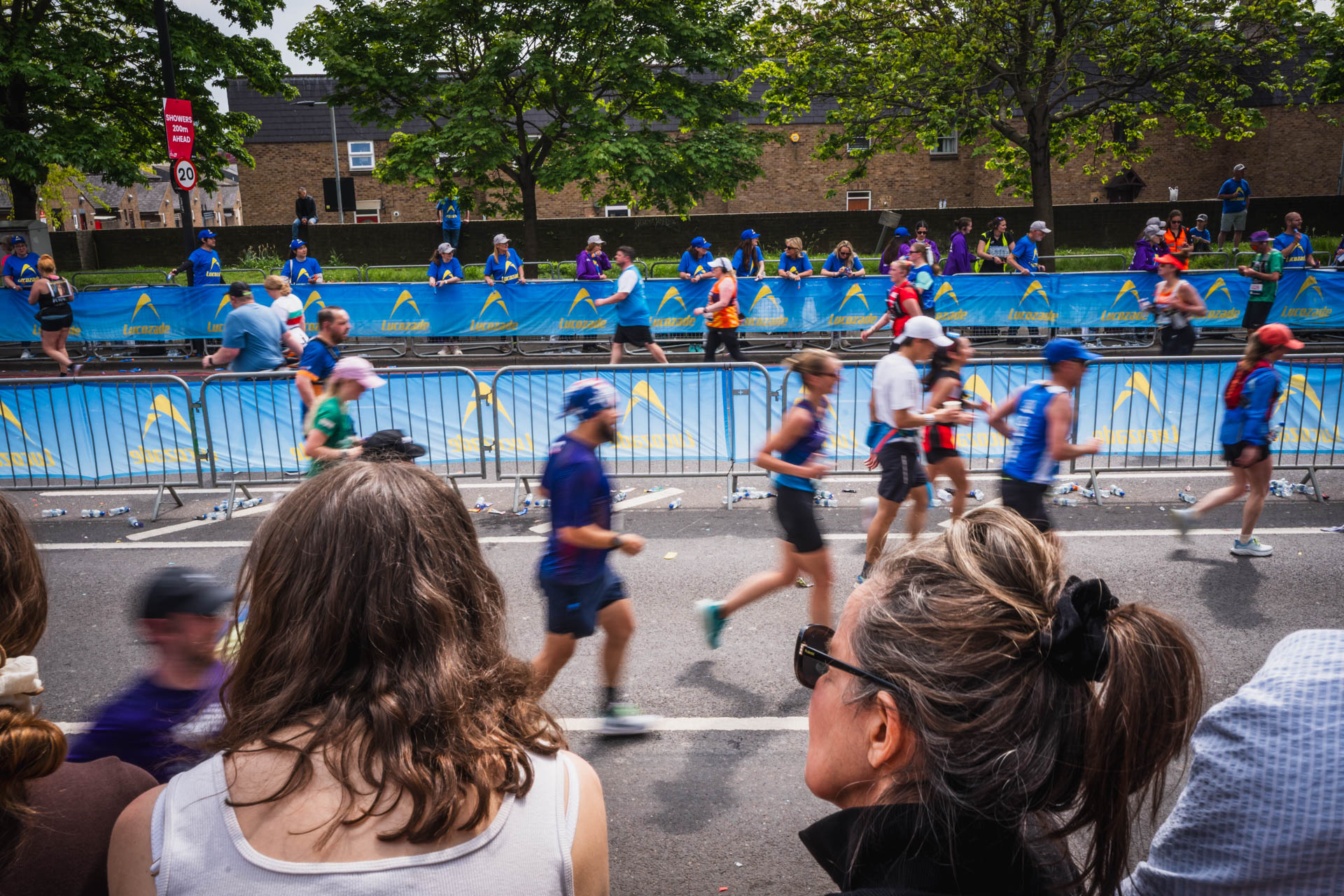
Bild von der Zuschauertribüne

Der London-Marathon 2025 (offiziell: TCS London Marathon 2025) war die 45. Ausgabe der jährlich stattfindenden Laufveranstaltung in London, Vereinigtes Königreich. Der Marathon fand am 27. April 2025 statt.
Es war der dritte Lauf der World Marathon Majors 2025 und hatte das Etikett Platinum Label der World Athletics Label Road Races 2025.

## Ergebnisse

### Männer
| Platz | Athlet                  | Nation                 | Zeit (h) |
| ----- | ----------------------- | ---------------------- | -------- |
| 01    | Sabastian Sawe          | Kenia                  | 2:02:27  |
| 02    | Jacob Kiplimo           | Uganda                 | 2:03:37  |
| 03    | Alexander Mutiso Munyao | Kenia                  | 2:04:20  |
| 04    | Abdi Nageeye            | Niederlande            | 2:04:20  |
| 05    | Tamirat Tola            | Äthiopien              | 2:04:42  |
| 06    | Eliud Kipchoge          | Kenia                  | 2:05:25  |
| 07    | Hillary Kipkoech        | Kenia                  | 2:06:05  |
| 08    | Amanal Petros           | Deutschland            | 2:06:30  |
| 09    | Mahamed Mahamed         | Vereinigtes Königreich | 2:08:52  |
| 10    | Milkesa Mengesha        | Äthiopien              | 2:09:01  |

### Frauen
| Platz | Athletin            | Nation                 | Zeit (h) |
| ----- | ------------------- | ---------------------- | -------- |
| 01    | Tigst Assefa        | Äthiopien              | 2:15:50  |
| 02    | Joyciline Jepkosgei | Kenia                  | 2:18:44  |
| 03    | Sifan Hassan        | Niederlande            | 2:19:00  |
| 04    | Haven Hailu Desse   | Äthiopien              | 2:19:17  |
| 05    | Vivian Cheruiyot    | Kenia                  | 2:22:32  |
| 06    | Stella Chesang      | Uganda                 | 2:22:42  |
| 07    | Sofiia Yaremchuk    | Italien                | 2:23:14  |
| 08    | Eilish McColgan     | Vereinigtes Königreich | 2:24:25  |
| 09    | Rose Harvey         | Vereinigtes Königreich | 2:25:01  |
| 10    | Susanna Sullivan    | Vereinigte Staaten     | 2:29:30  |